# Liste der Kreisstraßen im Landkreis Würzburg
Die Liste der Kreisstraßen im Landkreis Würzburg ist eine Auflistung der Kreisstraßen im bayerischen Landkreis Würzburg mit deren Verlauf.

## Abkürzungen
- K: Kreisstraße in Baden-Württemberg
- KT: Kreisstraße im Landkreis Kitzingen
- MSP: Kreisstraße im Landkreis Main-Spessart
- NEA: Kreisstraße im Landkreis Neustadt an der Aisch-Bad Windsheim
- St: Staatsstraße in Bayern
- SW: Kreisstraße im Landkreis Schweinfurt
- WÜ: Kreisstraße im Landkreis Würzburg
- WÜs: Kreisstraße in der kreisfreien Stadt Würzburg

## Liste
Nicht vorhandene bzw. nicht nachgewiesene Kreisstraßen werden in Kursivdruck gekennzeichnet, ebenso Straßen und Straßenabschnitte, die unabhängig vom Grund (Herabstufung zu einer Gemeindestraße oder Höherstufung) keine Kreisstraßen mehr sind.
Der Straßenverlauf wird in der Regel von Nord nach Süd und von West nach Ost angegeben.
| Nr. WÜ | Verlauf |
| ------ | --- |
| WÜ 1   | St 2272 in Randersacker – Lindelbach – Landkreisgrenze – (KT 22 im Landkreis Kitzingen) |
| WÜ 2   | WÜ 5 – Kürnach – St 2260 |
| WÜ 3   | – Veitshöchheim – WÜ 21 – Gadheim – Güntersleben – Rimpar – St 2294 – Burggrumbach – WÜ 6 – Unterpleichfeld – Oberpleichfeld – WÜ 5 – St 2260 in Prosselsheim                                                               |
| WÜ 4   | St 2294 – Erbshausen – Sulzwiesen – WÜ 6 – Bergtheim – Dipbach – St 2270 – Untereisenheim – WÜ 57 – WÜ 58 – Kaltenhausen – St 2260                                                                                          |
| WÜ 5   | in Bergtheim – Oberpleichfeld – WÜ 3 – St 2260 – Seligenstadt bei Würzburg – Seligenstadt – Landkreisgrenze – (KT 7 im Landkreis Kitzingen)                                                                                 |
| WÜ 6   | WÜ 9 in Hausen bei Würzburg – WÜ 4 – Sulzwiesen – Hilpertshausen – WÜ 27 – WÜ 3 in Burggrumbach |
| WÜ 8   | St 2294 in Rimpar – Maidbronn – Landkreisgrenze – (WÜs 8 in Würzburg) – Landkreisgrenze – – WÜ 26 |
| WÜ 9   | (MSP 7 im Landkreis Main-Spessart) – Landkreisgrenze – Gramschatz – St 2294 – Hausen bei Würzburg – WÜ 6 – WÜ 55 – WÜ 53 – Rieden – Landkreisgrenze – (SW 14 im Landkreis Schweinfurt)                                      |
| WÜ 10  | St 2310 in Greußenheim – St 2298 in Hettstadt |
| WÜ 11  | in Uettingen – Helmstadt – WÜ 31 – WÜ 17 – Neubrunn – WÜ 59 – Landesgrenze – (K 2824 im Main-Tauber-Kreis, Baden-Württemberg) – Landesgrenze – Böttigheim – Landesgrenze – (K 2819 im Main-Tauber-Kreis, Baden-Württemberg) |
| WÜ 12  | – Waldbrunn – Eisingen – |
| WÜ 13  | WÜ 34 in Gaubüttelbrunn – Sulzdorf – Ingolstadt – WÜ 33 – Eßfeld – Darstadt – St 2418 in Goßmannsdorf am Main |
| WÜ 14  | (WÜs 14 in Würzburg) – Landkreisgrenze – WÜ 16 in Fuchsstadt |
| WÜ 15  | St 511 – Lindflur – WÜ 23 – St 2295 in Albertshausen |
| WÜ 16  | – Klingholz – Fuchsstadt – WÜ 14 – Winterhausen – St 2418 – – (Erlach) – WÜ 52 – Landkreisgrenze – (KT 4 im Landkreis Kitzingen)                                                                                            |
| WÜ 17  | WÜ 11 in Neubrunn bei Würzburg – Karlebach – St 2297 in Unteraltertheim |
| WÜ 19  | – Roßbrunn |
| WÜ 20  | Mädelhofen – |
| WÜ 21  | WÜ 3 – Landkreisgrenze – (WÜs 21 in Würzburg) |
| WÜ 23  | WÜ 15 in Lindflur – – Landkreisgrenze – (WÜs 23 in Würzburg) |
| WÜ 24  | (WÜs 24 in Würzburg) – Landkreisgrenze – WÜ 28 – Gerbrunn |
| WÜ 26  | – St 2260 – WÜ 2 – Kürnach – Estenfeld – WÜ 8 |
| WÜ 27  | Rupprechtshausen – WÜ 6 |
| WÜ 28  | WÜ 24 in Gerbrunn – Landkreisgrenze – (WÜs 28 in Würzburg) – Landkreisgrenze – Rottendorf – |
| WÜ 29  | St 578 in Kist – Guttenberg – St 511 in Reichenberg |
| WÜ 30  | St 2296 in Kleinrinderfeld – St 511 in Geroldshausen |
| WÜ 31  | WÜ 59 in Holzkirchhausen – Helmstadt – WÜ 11 – / |
| WÜ 32  | St 2310 in Oberleinach – St 2300, ausgebaut 1970 |
| WÜ 33  | St 2295 in Geroldshausen – WÜ 13 – Ingolstadt – in Giebelstadt |
| WÜ 34  | (K 2809 im Main-Tauber-Kreis, Baden-Württemberg) – Landesgrenze – Gaubüttelbrunn – WÜ 13 – WÜ 46 – Allersheim – WÜ 35 – /St 2270 in Euerhausen                                                                              |
| WÜ 35  | (K 2808 im Main-Tauber-Kreis, Baden-Württemberg) – Landesgrenze – Gützingen – WÜ 34 in Allersheim |
| WÜ 36  | (K 2807 im Main-Tauber-Kreis, Baden-Württemberg) – Landesgrenze – Bütthard – WÜ 39 – WÜ 40 – Höttingen – in Euerhausen |
| WÜ 37  | WÜ 39 in Bütthard – WÜ 38 – Oesfeld – Landesgrenze – (K 2848 im Main-Tauber-Kreis, Baden-Württemberg) |
| WÜ 38  | WÜ 37 in Oesfeld – Landesgrenze – (K 2805 im Main-Tauber-Kreis, Baden-Württemberg) |
| WÜ 39  | WÜ 36 in Bütthard – WÜ 37 – Landesgrenze – (K 2806 im Main-Tauber-Kreis, Baden-Württemberg) (Simmringen) |
| WÜ 40  | WÜ 36 in Bütthard – Gaurettersheim – WÜ 63 in Stalldorf |
| WÜ 41  | St 2268 – Sächsenheim – Sonderhofen – WÜ 43 – Bolzhausen |
| WÜ 42  | Strüth – St 2268 in Röttingen |
| WÜ 43  | St 2270 in Gaukönigshofen – WÜ 48 – WÜ 49 – WÜ 41 – Sonderhofen – Gelchsheim – St 2422 – Baldersheim – St 2269 – Burgerroth                                                                                                 |
| WÜ 44  | St 1003 in Aub – WÜ 45 – Landkreisgrenze – (NEA 41 im Landkreis Neustadt an der Aisch-Bad Windsheim) |
| WÜ 45  | WÜ 44 in Aub – Landkreisgrenze – (NEA 48 im Landkreis Neustadt an der Aisch-Bad Windsheim) |
| WÜ 46  | WÜ 34 in Allersheim – Acholshausen – WÜ 47 – Tückelhausen – St 2270 |
| WÜ 47  | WÜ 46 in Acholshausen – St 2270 in Gaukönigshofen |
| WÜ 48  | St 2270 in Wolkshausen – WÜ 43 |
| WÜ 49  | WÜ 43 – Rittershausen – WÜ 50 – Eichelsee – St 2269 |
| WÜ 50  | WÜ 49 in Rittershausen – St 2269 in Hopferstadt |
| WÜ 52  | WÜ 16 – Erlach – Zeubelried – St 2270 in Frickenhausen am Main |
| WÜ 53  | (MSP 5 im Landkreis Main-Spessart) – Landkreisgrenze – WÜ 9 in Rieden |
| WÜ 54  | (MSP 4 im Landkreis Main-Spessart) – Landkreisgrenze – St 2294 in Gramschatz |
| WÜ 55  | WÜ 9 in Hausen bei Würzburg – Fährbrück – |
| WÜ 56  | in Opferbaum – Landkreisgrenze – (SW 17 im Landkreis Schweinfurt) |
| WÜ 57  | (SW 22 im Landkreis Schweinfurt) – Landkreisgrenze – Obereisenheim – WÜ 4 |
| WÜ 58  | WÜ 4 – Mainfähre – Landkreisgrenze – (KT 32 im Landkreis Kitzingen) |
| WÜ 59  | (MSP 42 im Landkreis Main-Spessart) – Landkreisgrenze – Wüstenzell – St 2310 – Holzkirchhausen – WÜ 31 – WÜ 60 – Neubrunn bei Würzburg – WÜ 11 – Landesgrenze – (K 2882 im Main-Tauber-Kreis, Baden-Württemberg)            |
| WÜ 60  | (K 2822 und K 2824 im Main-Tauber-Kreis, Baden-Württemberg) – Landesgrenze – WÜ 59 in Neubrunn bei Würzburg |
| WÜ 61  | (MSP 43 im Landkreis Main-Spessart) – Landkreisgrenze – Remlingen – |
| WÜ 62  | (SW 1 im Landkreis Schweinfurt) – Landkreisgrenze – ohne Ort, ohne Abzweig einer klassifizierten Straße – Landkreisgrenze – (KT 34 im Landkreis Kitzingen)                                                                  |
| WÜ 63  | (K 2805 im Main-Tauber-Kreis, Baden-Württemberg) – Landesgrenze – Stalldorf – WÜ 40 – St 2268/St 2422 in Riedenheim |
| WÜ 64  | St 2272 in Theilheim – Landkreisgrenze – (KT 54 im Landkreis Kitzingen) |